# Јастребац
Јастребац је планина која се налази у средишњем делу Србије, на простору између Ниша, Алексинца, Крушевца, Блаца и Прокупља. Припада родопском планинском систему, што значи да је постала раседањем. Изграђена је од палеозојских шкриљаца и магматских стена.
Масив Јастрепца одвојен је од Копаоника Јанковом клисуром на реци Блаташници. Дели се на Велики и Мали Јастребац. Највиши врхови Великог Јастрепца (уједно и целог масива) су Велика Ђулица (1 491 m), Поглед (1 481 m), Мала Ђулица (1 429 m), Страцимир (1 394 m), Змајевац (1 381 m) итд. Они представљају природну границу између Топлице и Поморавља. На источној страни масива је Мали Јастребац, одвојен од Великог превојем Гребац, са највишим врхом Купињак (946 m). Гребен је дугачак 42 кm и од њега се одвајају широке косе, а најизразитији су према северу врхови Змајевац и Бела стена. Превојем Гребац води пут Прокупље-Крушевац (преко Рибарске Бање).
Планина је хидрографски богата, са токовима који припадају сливовима Јужне Мораве, Топлице и Расине.
Јастребац се одликује обилном листопадном, углавном буковом и четинарском шумом. По лепоти се издвајају резерват белих бреза, али и бројни водени токови, извори и потоци. У околним речицама и потоцима могу се наћи речни ракови и слободна пастрмка, што је знак изузетно чисте воде. За оне који воле природну храну, Јастребац обилује мноштвом самониклог јестивог биља: сремуша, коприве, маслачка, дивљих јагода, јабука и крушака, разних врста јестивих гљива... које је уз добру припрему, изузетно здрава храна.
У подножју Малог Јастрепца са југоисточне стране налазе се  Крајковачко језеро и Облачинско језеро.

## Туризам и лов
Излетиште „Јастребац“ се налази на 480 m надморске висине и располаже добрим смештајним капацитетима. Вештачко језеро омогућава купање у летњим месецима, а зими гостима стоји на располагању ски лифт са ски-стазом дужине 300 m. Убраја се у категорију лаких стаза, а налази се на надморској висини од 560 m.
У подножју Јастрепца налазе се бројни лековити минерални извори, Рибарска Бања са савременим рехабилитационим центром, Ломничка „кисела вода“, Беловодски кисељаци и др.
Омиљене планинарске маршруте су до „Беле Стене“ (1257 m), „Страцимира“ (1390 m), „Мазнице“ (1140 m), као и излети до „Мајорове чесме”, чесме „Две сестрице”, старе цркве Св. Петке, ”Долине бреза”, средњовековног утврђења „Градац”... Крај Ломничке реке и одмаралишта у Равништу налази се планинарски дом - „Лимарев дом” (521 m). До њега се стиже од Крушевца, асфалтним путем у дужини од 22 кm.
Ловиште „Велики Јастребац“ названо је по планини Велики Јастребац, чију територију покрива својим већим делом. Од Крушевца је удаљено 23 km. Ловиште је основано 1948. год, а још су у 19. веку постојали подаци о богатству ове планине бројном и аутохтоном дивљачи.
У централном делу планине, у долини Ломничке реке, налази се узгајалиште крупне дивљачи високе трофејне вредности. Ловци могу да лове јелена, дивљу свињу и срндаћа. У оквиру ловишта „Велики Јастребац“ налази се излетиште са језером и угоститељским објектима, ловачком кућом и осталим ловно-техничким објектима, који задовољавају стандарде ловног туризма.

## Приказ у култури
Јастребац је приказан у роману Добрице Ћосића "Далеко је Сунце" (1951), који приказује Расински партизански одред који је деловао на овој планини.
Такође је приказан у филму Далеко је сунце (1953), који представља екранизацију истоименог Ћосићевог романа.